# Xylodiscula wareni
Xylodiscula wareni is een slakkensoort uit de familie van de Xylodisculidae. De wetenschappelijke naam van de soort is voor het eerst geldig gepubliceerd in 2008 door Bogi & Bartolini.